# ۳۱۲ (قمری)
۳۱۲ (قمری)، سیصد و دوازدهمین سال در گاهشماری هجری قمری است. اول محرم این سال برابر با چهاردهم آوریل سال ۹۲۴ میلادی است.